# گنچو (دوره موروماچی)
گنچو (به ژاپنی: 元中 Genchū)، نام نام عصر ژاپنی در دوره نانبوکوچو در دربار جنوبی پس از کووا (دوره موروماچی) و قبل از می‌توکو بود. این دوره از آوریل ۱۳۸۴ تا اکتبر ۱۳۹۲ میلادی را در بر می‌گرفت. امپراتورهای سلطنتی در دربار جنوبی امپراتور گو-کامه‌یاما و در دربار شمالی امپراتور گو-کوماتسو بودند.

## معادل دوره در دربار شمالی
- شیتوکو
- کاکی (دوره موروماچی)
- کوئو
- می‌توکو – وقتی دربارها متحد شدند، گنچو به سال سوم می‌توکو تبدیل شد.